# Pont-de-Metz
Pont-de-Metz ist eine französische Gemeinde mit 2440 Einwohnern (Stand 1. Januar 2022) im Département Somme in der Region Hauts-de-France. Sie gehört zum Arrondissement Amiens und zum Kanton Amiens-7. Die Bewohner werden Messipontins und Messipontines genannt.

## Geographie
Pont-de-Metz liegt in der Picardie und ist eine Vorstadt von Amiens, von dessen Zentrum es in südwestlicher Richtung rund vier Kilometer entfernt ist. Das östliche Gemeindegebiet wird von dem Fluss Selle durchquert.
Umgeben wird Pont-de-Metz von den fünf Nachbargemeinden:
| Saveuse   |                                             | Amiens |
| Ferrières | Kompassrose, die auf Nachbargemeinden zeigt |        |
| Saleux    | Salouël                                     |        |

## Bevölkerungsentwicklung
| Jahr      | 1962 | 1968 | 1975 | 1982 | 1990 | 1999 | 2009 | 2020 |
| Einwohner | 1016 | 1064 | 1028 | 1231 | 1494 | 1656 | 2073 | 2375 |

## Sehenswürdigkeiten
- Pfarrkirche Saint-Cyr et Sainte-Julitte aus dem 17. Jahrhundert
- Schloss aus dem 19. Jahrhundert
- Herrenhaus aus dem 18./19. Jahrhundert